# Primera División de Costa Rica 1948
Die Saison 1948 war die 28. Spielzeit der Primera División de Costa Rica, der höchsten costa‑ricanischen Fußballliga. Es nahmen sieben Mannschaften teil. Heredia gewann zum 12. Mal in der Vereinsgeschichte die Meisterschaft.

## Austragungsmodus
- Die sieben teilnehmenden Mannschaften spielten in einer Einfachrunde (nur ein Spiel) im Modus Jeder gegen Jeden die Playoff- und Playdownteilnehmer aus.
- Die vier Playoff-Teilnehmer spielten je einmal gegeneinander, die dabei erzielten Punkte wurden zu aus der Hauptrunde stammenden Punkten addiert.
- Die beiden letztplatzierten Mannschaften spielten den Relegationsteilnehmer aus.
- Der Relegationsteilnehmer bestritt ein Relegationsspiel gegen den Meister der 2. Liga.

## Endstand

### Hauptrunde
|                 | Verein                       | Sp | G | U | V | Tore  | Diff. | Punkte |
| --------------- | ---------------------------- | -- | - | - | - | ----- | ----- | ------ |
| 01              | LD Alajuelense               | 6  | 4 | 1 | 1 | 14:5  | 9     | 9      |
| 02              | CS Herediano (M)             | 6  | 4 | 0 | 2 | 22:14 | 8     | 8      |
| 03              | CS Cartaginés                | 6  | 3 | 0 | 3 | 23:20 | 3     | 6      |
| 04              | Orión FC                     | 6  | 3 | 0 | 3 | 16:20 | −4    | 6      |
| 05              | CF Universidad de Costa Rica | 6  | 2 | 1 | 3 | 14:14 | 0     | 5      |
| 06              | SG Española                  | 6  | 2 | 0 | 4 | 15:21 | −6    | 4      |
| 07              | CS La Libertad               | 6  | 2 | 0 | 4 | 17:27 | −10   | 4      |
| Stand: Endstand |                              |    |   |   |   |       |       |        |

### Playoff-Runde
|                 | Verein           | Sp | G | U | V | Tore  | Diff. | Punkte |
| --------------- | ---------------- | -- | - | - | - | ----- | ----- | ------ |
| 01              | CS Herediano (M) | 9  | 6 | 1 | 2 | 29:18 | 11    | 13     |
| 02              | LD Alajuelense   | 9  | 5 | 2 | 2 | 19:9  | 10    | 12     |
| 03              | Orión FC         | 9  | 5 | 0 | 4 | 16:20 | −4    | 10     |
| 04              | CS Cartaginés    | 9  | 3 | 0 | 6 | 16:20 | −4    | 6      |
| Stand: Endstand |                  |    |   |   |   |       |       |        |

### Playdown
| Tabellensiebter | Gesamt | Tabellensechster | Hinspiel | Rückspiel |
| --------------- | ------ | ---------------- | -------- | --------- |
| CS La Libertad  |        | SG Española      | 3:2      | 3:0       |

### Relegation
| Meister 2°División | Gesamt | Letzter 1°División | Hinspiel | Rückspiel | Entscheidungsspiel |
| ------------------ | ------ | ------------------ | -------- | --------- | ------------------ |
| CD Saprissa        |        | SG Española        | 3:0      | 2:6       | 1:2                |

CD Saprissa wurde trotz der Relegations-Niederlage aufgrund des souveränen Meisterschaftsgewinns in der 2. Liga und der guten Relegationsspiele in die 1a División aufgenommen.

## Pokalwettbewerbe

### Copa Gran Bretaña 1948
Die vor der Saison ausgespielte Copa Gran Bretaña 1948 wurde von Alajuela gewonnen.

### Torneo Relámpago 1948
Das Torneo Relámpago, in dem die Erstligamannschaften teilnahmen und ein Spiel nur 30 Minuten dauerte, gewann Orión im Finale gegen die UCR mit 1:0.